# Кент (окръг, Мериленд)
Вижте пояснителната страница за други населени места с името Кент.
Окръг Кент (на английски: Kent County) е окръг в щата Мериленд, Съединени американски щати. Площта му е 1072 km², а населението – 19 730 души (2016). Административен център е град Честъртаун.